# Cinéma érythréen

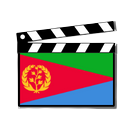
Drapeau érythréen sur un clap de cinéma

Le cinéma érythréen est un cinéma peu développé et en développement de la corne africaine. Il connait un premier âge d'or pendant la colonisation italienne, avec notamment le cinéma Impero dans la capitale, Asmara. Il y a encore une dizaine de cinémas datant de l'empire colonial italien à travers le pays, offrant un aspect historique non négligeable ; par exemple, ceux situés à Asmara font partie d'un tout classé à l'Unesco. Les films étaient à cette période majoritairement en italien et exclusivement réservé aux italiens. 
Le second âge d'or du cinéma érythréen débuterait au début du XXIe siècle avec les premiers films qui sont diffusés à l'international, notamment avec Minister de Temesghen Zehaie Abraha, sorti en 2002. Le premier long métrage du pays est lui sorti en 1997, Barud 77. L'industrie cinématographique ne cherche pas à devenir comme les plus grandes, Bollywood en Inde, Nollywood au Nigéria et Hollywood aux États-Unis, mais plutôt à être une industrie locale. 
Il n'existe aucun cadre institutionnel autour de l'industrie cinématographique du pays mais les films sont surveillés de près par le régime dictatorial et la diaspora érythréenne, par exemple, la plupart des films ont comme sujet principal le patriotisme.

## Cinéma sous la colonie
Asmara, l'actuelle capitale érythréenne, est la ville du pays qui comporte le plus de cinémas datant de l'empire colonial italien. Il y en a quatre, le Capitol, le Roma, l'Odeon et le plus connu, l'Impero, ; au total, à travers le pays, il y a une dizaine de cinémas datant de la colonie,. Ces salles de cinémas représentaient une grande modernité pour la ville de la corne africaine et font partie aujourd'hui de l'ensemble classé par l'Unesco de la ville d'Asmara. Souvent enduits, l'architecture est typique du modernisme italien des années 1930 et 1940, à l'apogée de l'empire. La salle de l'Impero a conservé les décorations de la colonie italienne, avec des bas-reliefs allégoriques représentant des têtes de lions et des impalas. Les affiches des films italiens et américains des années 1950 sont conservées et exposées dans les salles italiennes de la capitale,.

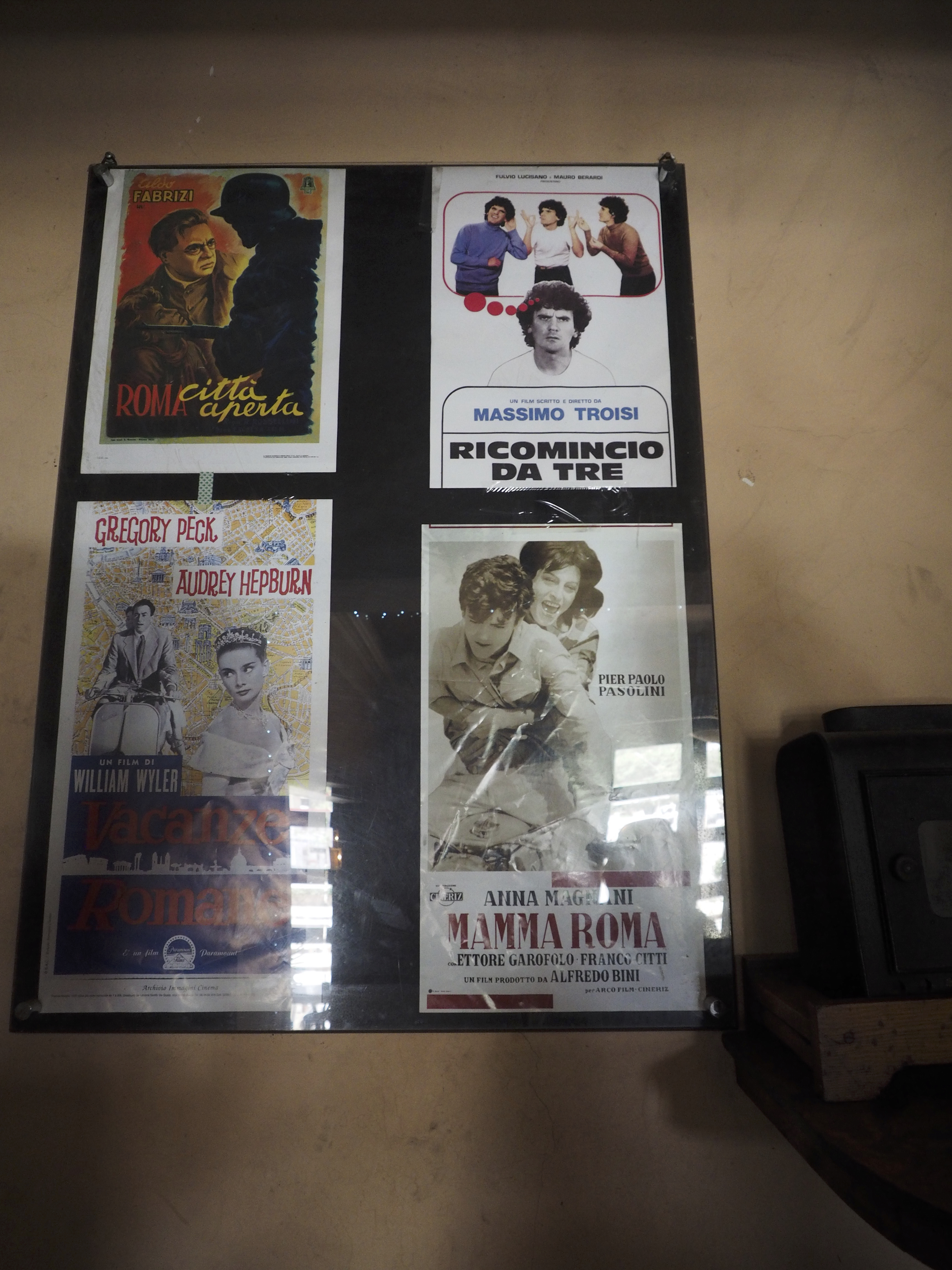
Ancienne affiches, cinéma Roma.
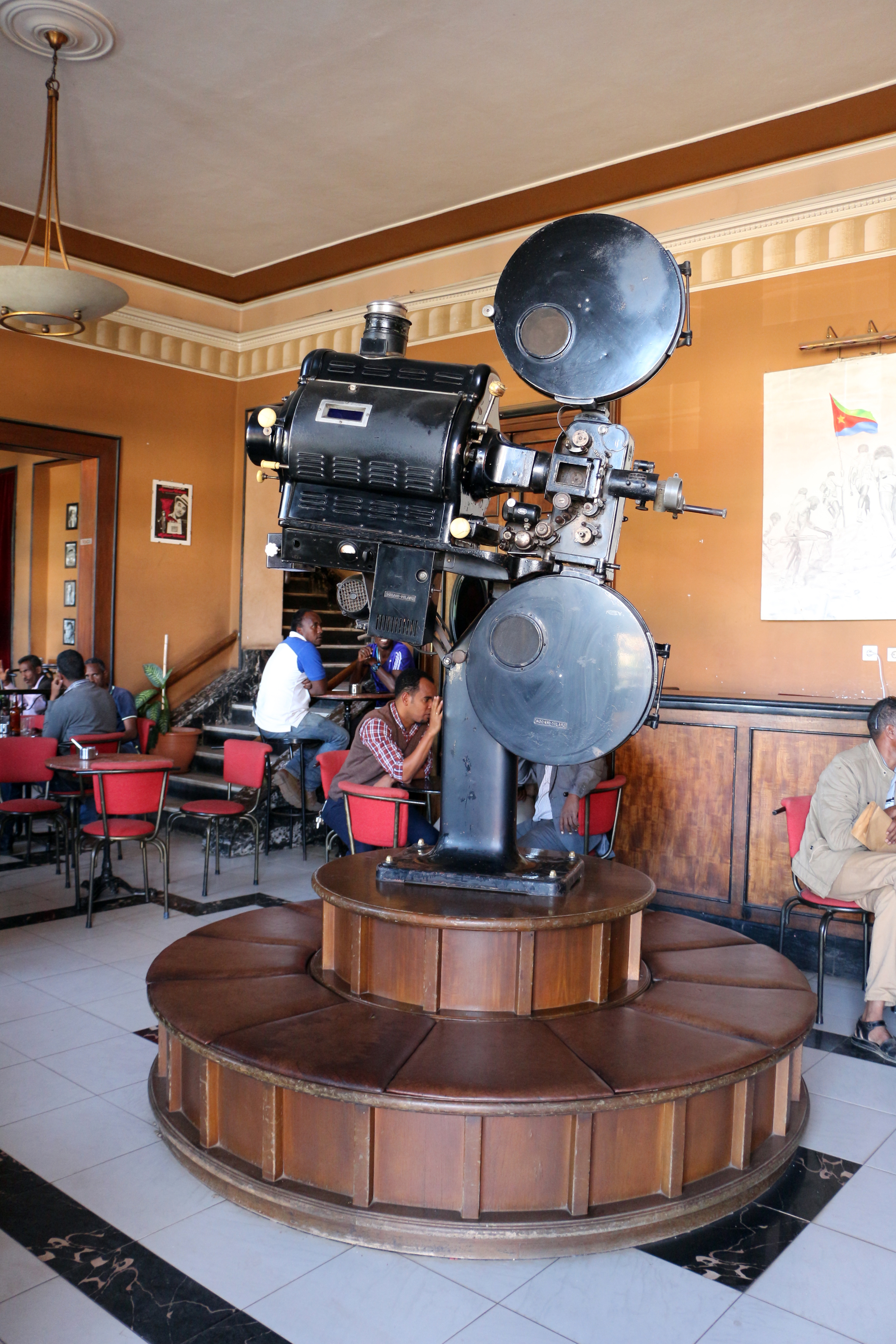
Ancien projecteur, cinéma Roma.
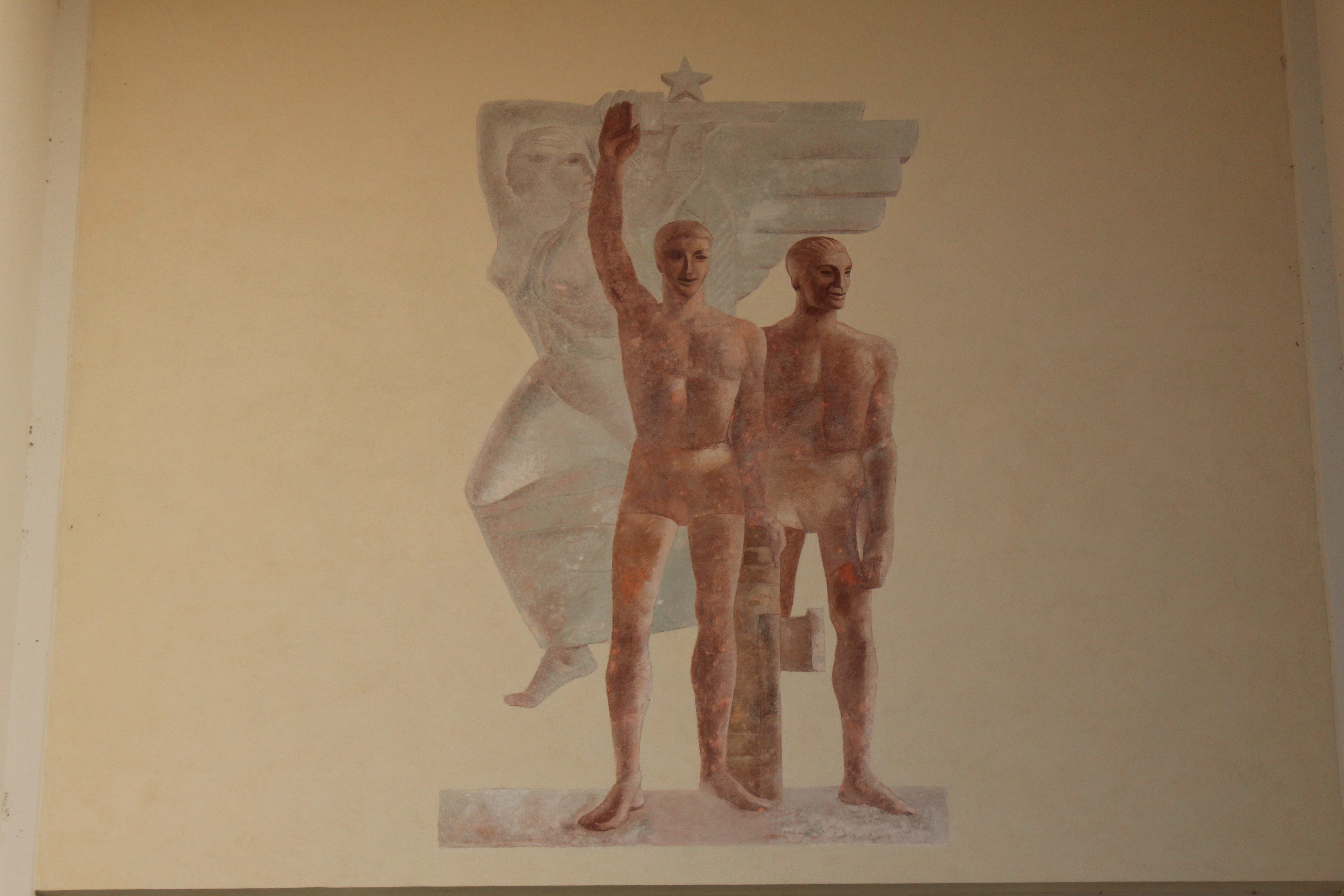
Fresque de style art déco sur un mur du cinéma Impero à Asmara.

L'Hamassen et le Dante sont deux autres salles historiques de la capitale, la première étant construite pour accueillir les érythréens et non plus uniquement les italiens. Les premières salles étaient l'Emberto et l'Eritro. Jusqu'au début des années 1940, la majorité des films étaient en italien et seuls les Italiens pouvaient entrer dans les salles de cinémas, à l'exception de quelques érythréens qui travaillaient avec ou pour des italiens et certains accompagnés de leur patron.

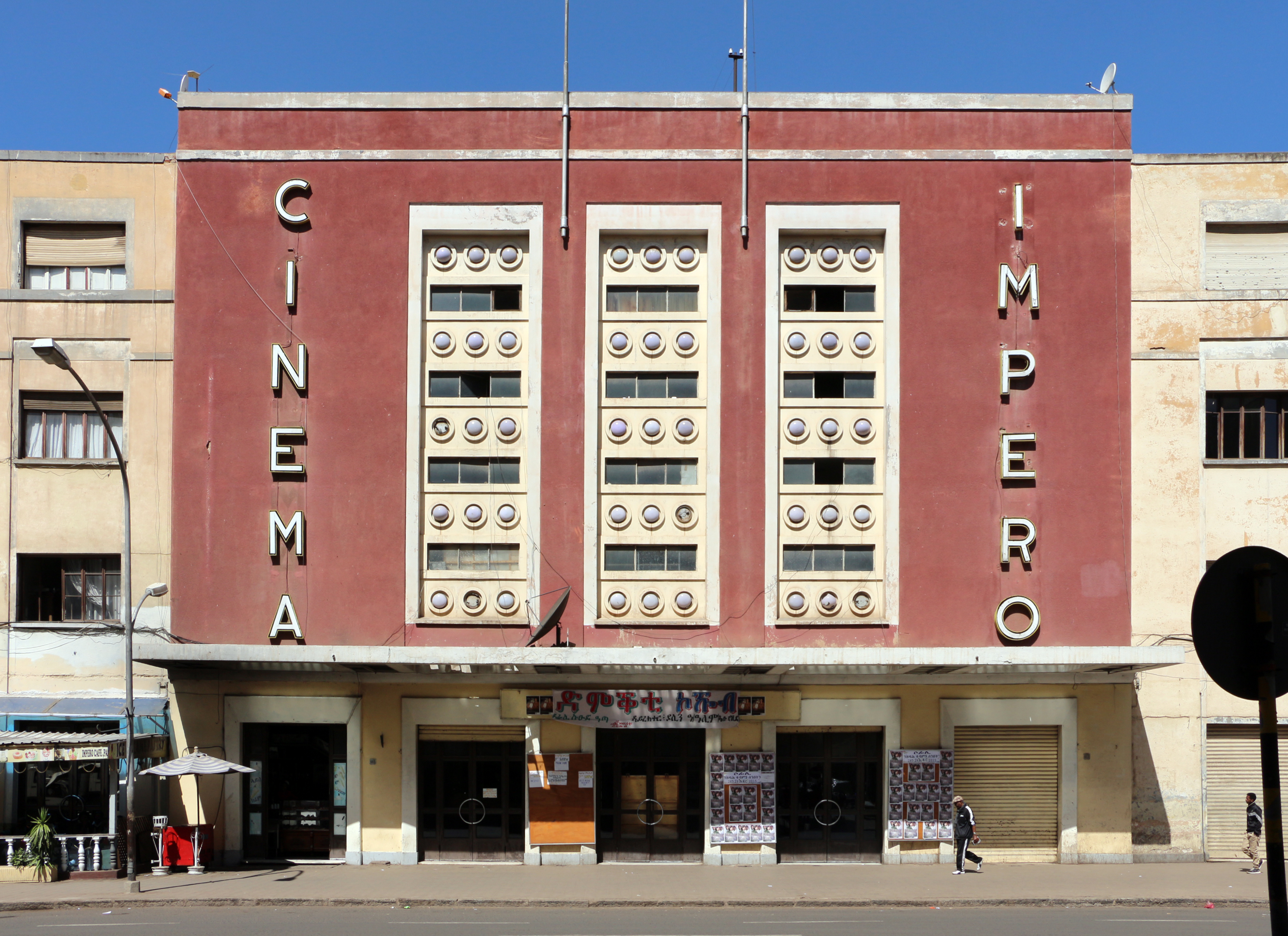
L'entrée du cinéma Impero à Asmara.
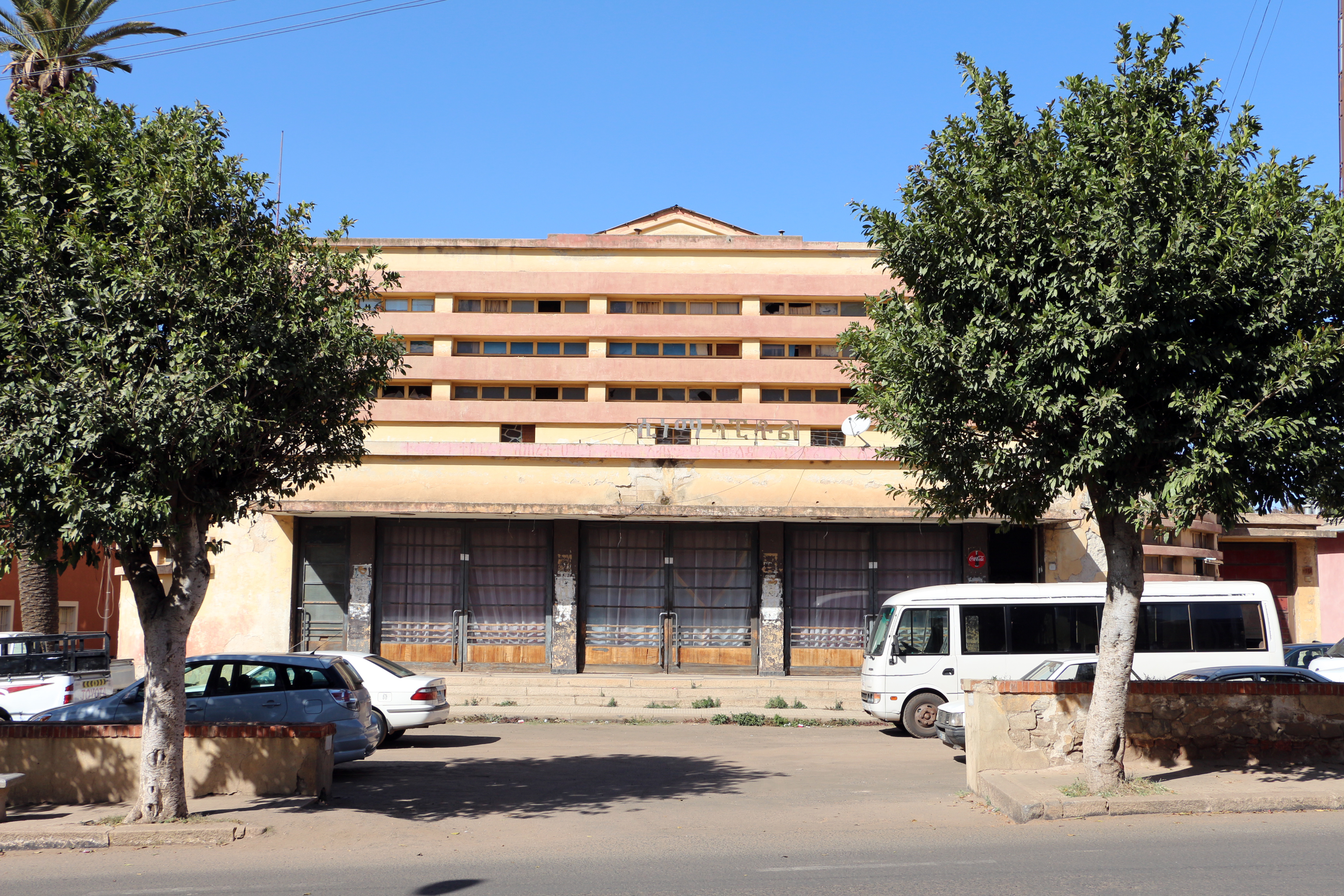
L'entrée du cinema Capitol à Asmara.
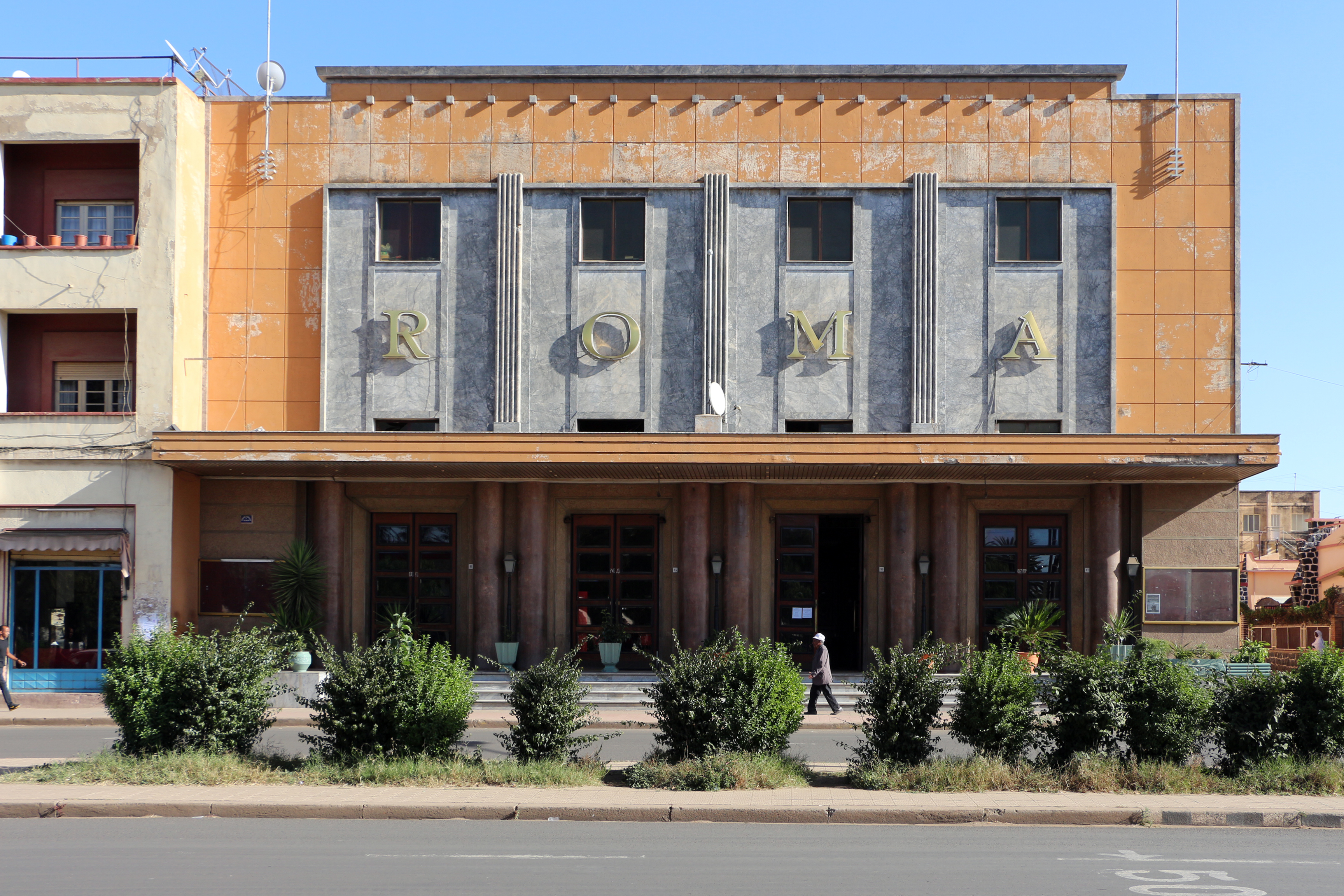
L'entrée du cinéma Roma à Asmara.
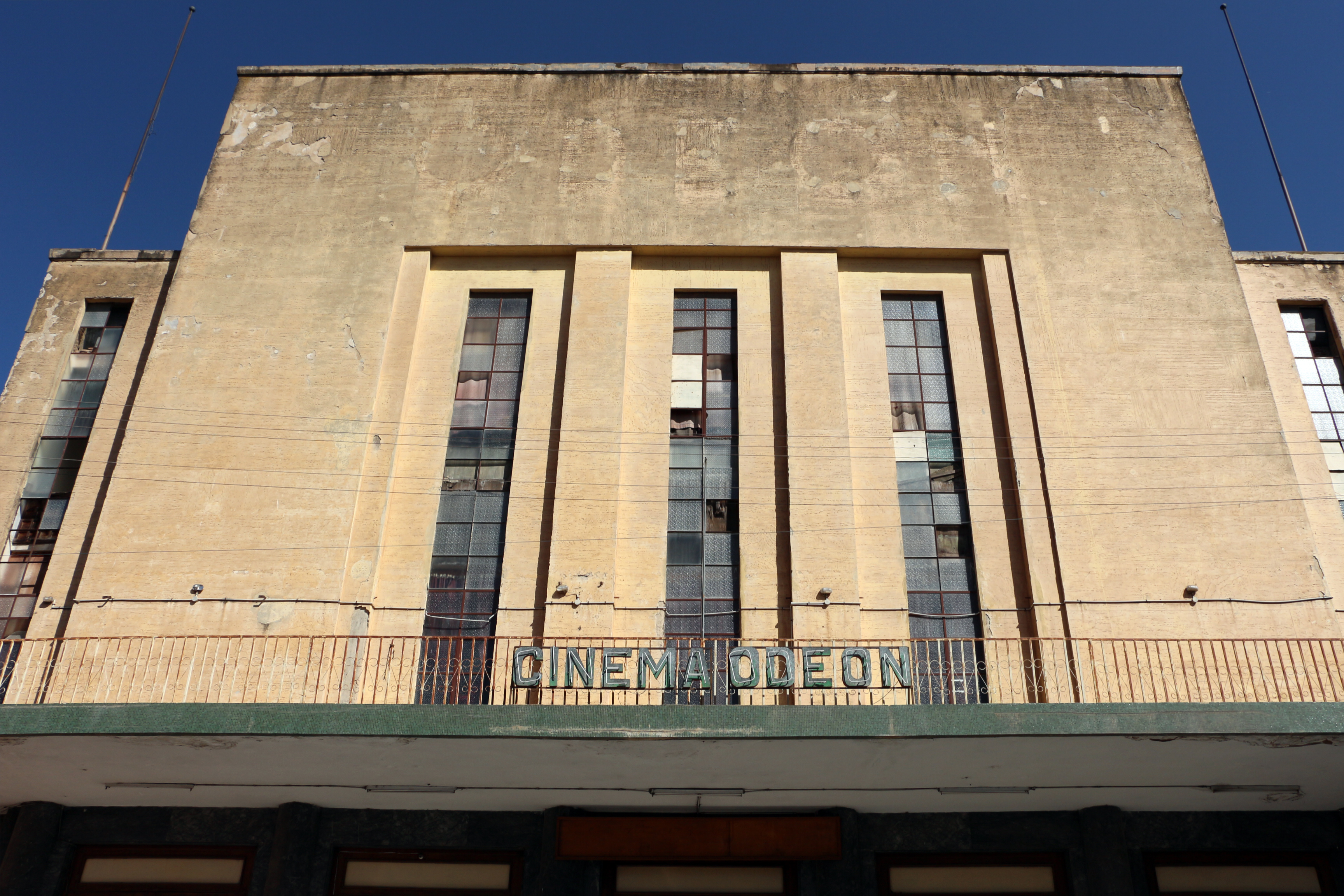
L'entrée du cinéma Odeon à Asmara.
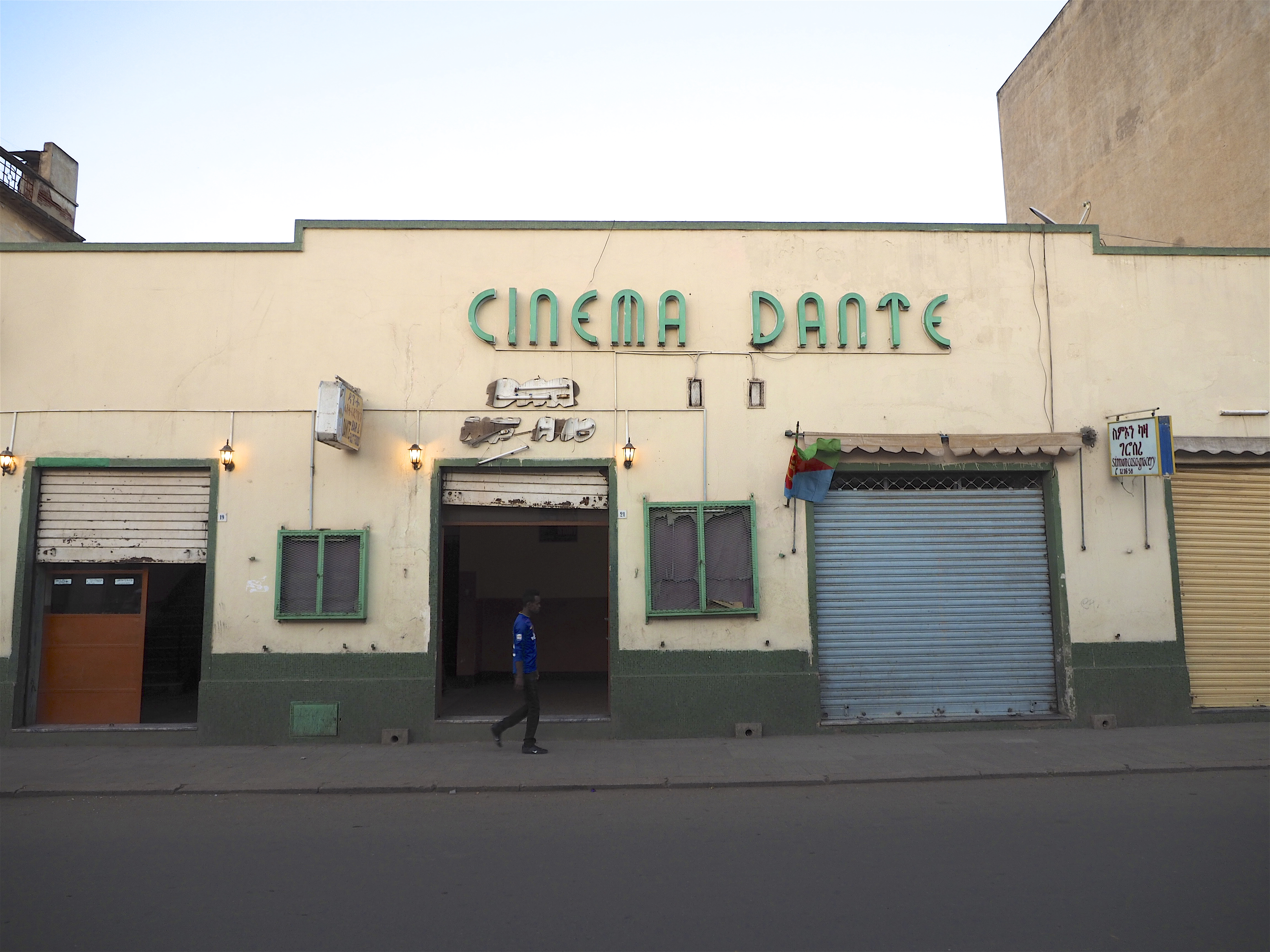
L'entrée du cinéma Dante à Asmara.

## Cinéma depuis l'indépendance
En 2007, ce sont en moyenne une soixantaine de films qui sont produits dans le pays chaque année, ; principalement des films portant sur des soldats érythréens. Le budget des films dépassent rarement les 15 000 euros. En 2021, c'est environ 200 films qui ont été réalisés en Érythrée mais l'industrie érythréenne du cinéma devrait tout doucement commencer à prendre de l'ampleur dans les décennies à venir, actuellement, aucun professionnel qualifié n'est réellement impliqué dans les films,.
Ce succès cinématographique pour l'un des pays les plus pauvres et dictatorial est dû à l'attrait des érythréens pour les films locaux à l'instar des films dits bollywoodiens et hollywoodiens, les première et troisième plus grosse industrie cinématographique mondiale,. Le cinéma érythréen, depuis les années 2010, a son propre surnom qui provient d'un mouvement cinématographique du pays, le « New EriWood » (une contraction de Eritrea, Érythrée en anglais, et de Hollywood, nom donné à l'industrie cinématographique de Los Angeles, la troisième industrie mondiale dont s'est inspiré entre autres Bollywood et Nollywood, les première et deuxième industries du cinéma).

### Cadre institutionnel
L'institution nationale qui régule et représente l'art érythréen, dont le septième art, est le Département de l'Information et des Affaires Culturelles (en anglais, Department of Information and Culture, DIC),. Dans ce département, le Comité de Classification des Films Érythréens (en anglais, Eritrean Film Rating Committee) régule l'industrie cinématographique,. C'est ce comité qui regarde si un film, dans son esthétique et sa qualité, peut être diffusé à travers le pays.
Le Département des Communications du Ministère des Transports et des Communications s'occupe de la diffusion en essayant de garder une concurrence équitable et en gérant la diffusion,.

#### Politique cinématographique
Le pays ne dispose pas de politique, tant cinématographique qu'audiovisuelle, mais le régime dictatorial et la diaspora érythréenne ont la main mise sur le secteur. Le pays se tente également à appliquer une politique culturelle nationale, qui n'a pas encore apporté ses fruits.

#### Droit d'auteur
Le piratage, bien qu'il soit impossible à estimer les pertes pour le domaine cinématographique, est considéré comme important dans le pays. Un code pénal a été instauré en 2015 pour protéger ce droit d'auteur, à l'exception de la propriété intellectuelle en ligne,.

### Évènements
Il n'y a pas de festivals cinématographiques réguliers dans le pays mais, certaines fois, le Festival International du Film de la Diaspora Africaine (African Diaspora International Film Festival, ADIFF) permet de découvrir des films érythréens,. En dehors de ce festival, deux cinémas, l'Asmara (ou Theatro Azmara) à Asmara et des locaux du Syndicat national des jeunes et des étudiants de Mendefera accueillent les Semaines européennes, diffusant des films européens très appréciés par les érythréens,.

## Filmographie

### Filmographie notable
C'est avec la réalisation de Barud 77 par Bereket Yohanne que naît le cinéma érythréen en 1997, quelques années après l'indépendance du pays. En Érythrée, il est logiquement mis en avant pour avoir été le premier long métrage du pays mais aussi le premier à avoir été filmé avec une Beta Cam et le premier à avoir sa bande-son originale,. Le film aurait comptabilisé près de 140 000 entrées dans les premières semaines de son exploitation,.
Le film du réalisateur érythréen Temesghen Zehaie Abraha, produit en Érythrée en 2002, est l'un des films érythréens les plus connus internationalement. Il est notamment projeté au Festival du film de Los Angeles de 2002, aux États-Unis. Le film est d'autant plus surprenant dans sa production que la version originale n'est pas en anglais ou en arabe mais en tigrigna ; c'est le premier film à proposer un sous-titrage en anglais.
Milenu, ou Milenu : Hawey Kindi Hamutey, sorti en 2008, est un autre film notable produit en tigrigna dans le pays. C'est une comédie dramatique d'Isaias Tsegai inspiré d'un conte populaire érythréen, rapprochant ainsi la production érythréenne à la culture du pays, ici, un conte,.
Le film Debbas, sortit en 2014, est le premier à recevoir un prix américain, le Platinum Remi Award, à Houston,.

### Filmographie érythréenne
- Barud 77, réalisé par Bereket Yohanne[3] et mis en scène par Franco Sardella en 1997[1],[4] ;
- Tears Along Trail of Fears, réalisé par Mohamed Asenai, Mohamed Abdallah Saleh et Tesfaberham Mehari en 2001[17] ;
- Minister, réalisé par Temesghen Zehaie Abraha en 2002 ;
- Beautiful ones (The), réalisé par Rahel Tewelde en 2006[18] ;
- Milenu[14], ou Milenu : Hawey Kindi Hamutey[3], réalisé par Isaias Tsegai en 2008[19] ;
- Debbas, réalisé en 2014[3] ;
- Ziena Erefti, réalisé par Efriem Kahsay en 2019[5].

## Grands noms du cinéma érythréen

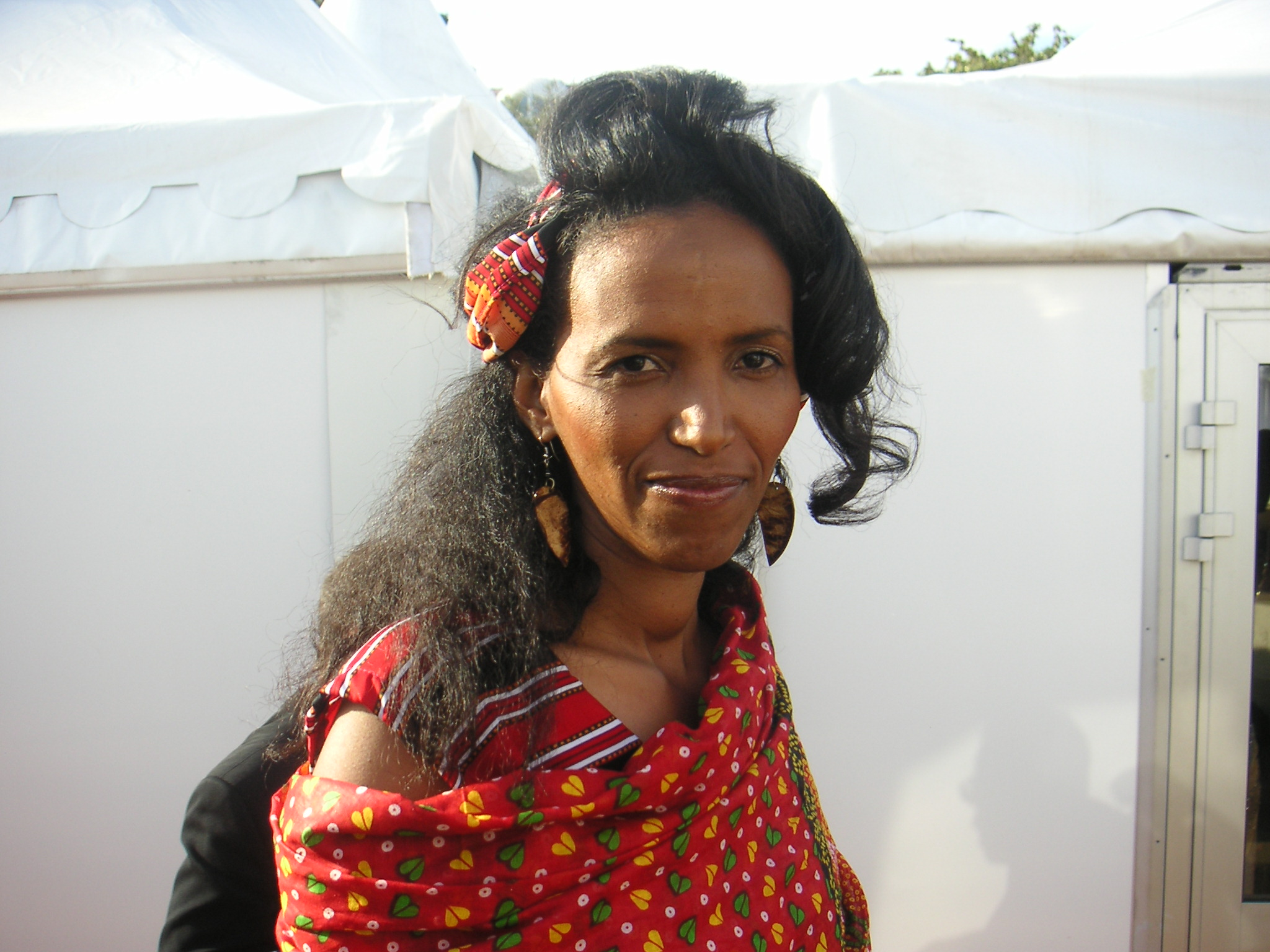
Rahel Tewelde au Festival de Cannes en mai 2008.

Temesghen Zehaie Abraha et Isaias Tsegai sont les réalisateurs les mieux représentés à l'international. La réalisatrice Rahel Tewelde est mieux connue des érythréens, réalisant des films pour la télévision érythréenne depuis 2003 ; elle traduit en tigrigna des films, comme Casablanca de Michael Curtiz. Rahel Tewelde est par exemple présentée au Festival de Cannes pour son film The Beautiful Ones.
Franco Sardella est quant à lui le premier à mettre en scène un film long métrage dans le pays, en 1997. Ce film, c'est Barud 77, réalisé par Bereket Yohanne et modélisé autour de combats entre rebelles érythréens et domination étrangère.
Efriem Kahsay est considéré comme le père du « New EriWood », mouvement artistique lancé avec son court métrage Ziena Erefti en 2019. Il remporte avec ce film le prix IndieFEST Film Award,,. Ce mouvement prend place grâce à l'arrivée de nombreux érythréens sur des plateformes en ligne telle que Youtube et des plateformes de streaming.

### Réalisateurs
| - Bereket Yohanne - Debessai Weldu - Efriem Kahsay - Isaias Tsegai - Mohamed Abdallah Saleh | - Mohamed Asenai - Rahel Tewelde - Solomon Dirar - Temesghen Zehaie Abraha - Tesfaberham Mehari |

## Lieu de tournage
L'Érythrée est connu dans la corne africaine comme un studio à ciel ouvert pour tourner des parties de film, principalement dans la capitale ou dans la ville portuaire de Massaoua ; offrant des rues avec une architecture moderniste de la première moitié du XXIe siècle.
Port Djema et Shaft contre les trafiquants d'hommes sont deux films ayant partiellement ou principalement été tournés en Érythrée ; le second à par exemple été en grande partie tourné à Massaoua.

## Style

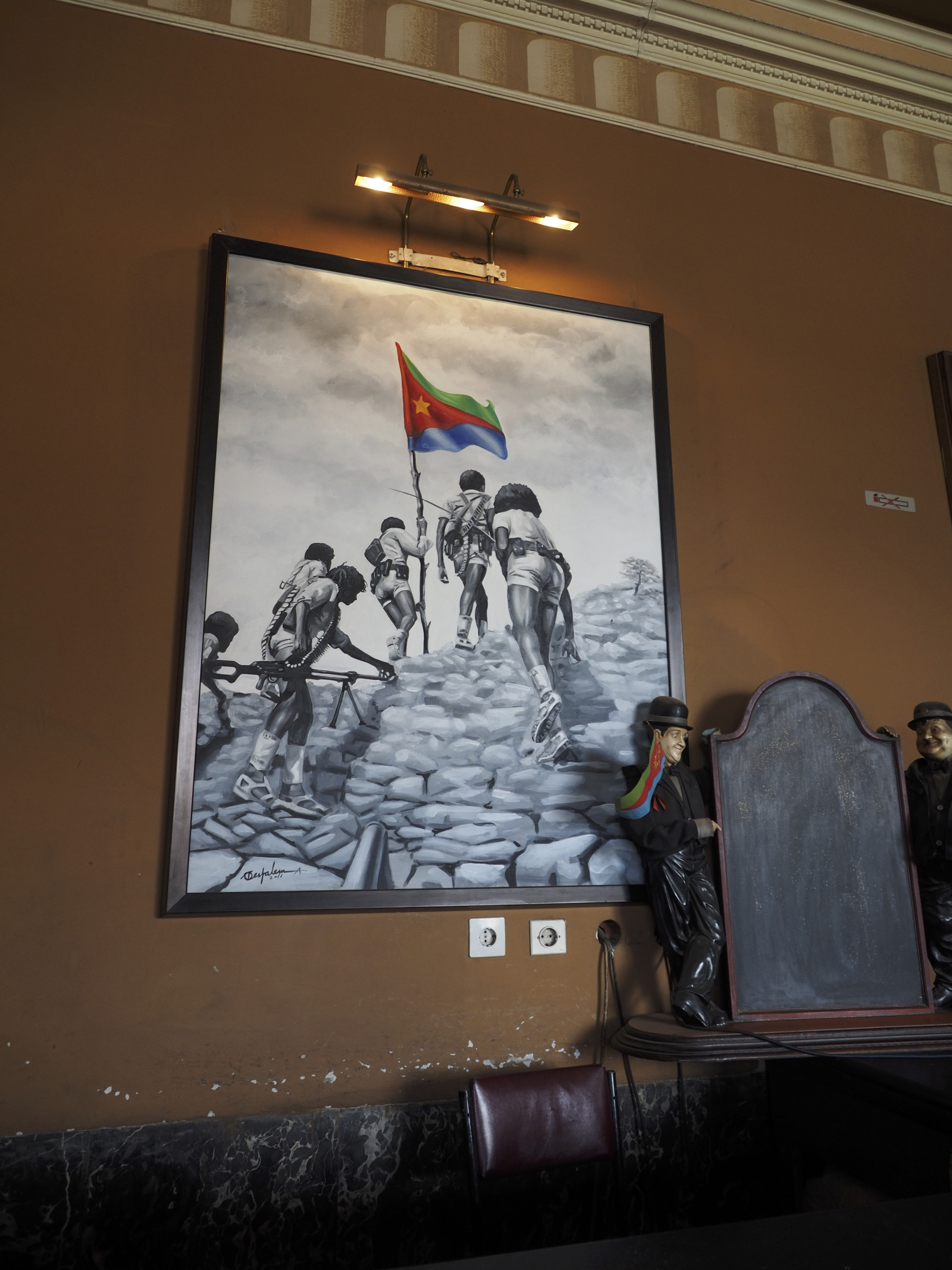
Affiche patriotique exposée dans le cinéma Roma à Asmara.

L'Érythrée, depuis son indépendance, est sous un régime dictatorial et le cinéma en subit en partie les conséquences, ainsi, à l'instar d'autres nations africaines comme l'Éthiopie voisine mais surtout le Nigéria, il y a peu de films populaires en raison du contrôle socio-culturel qui règne dans le pays. Ainsi, dans la majorité des films produits en Érythrée, des mœurs patriotiques sont mis en avant afin de surveiller la jeunesse érythréenne (celle-ci représente plus de la moitié de la population érythréenne). Les thèmes et les scénarios sont contrôlés par le régime dictatorial du pays ; ainsi, le style guerrier représenté dans la majorité des films érythréens aurait tendance à laisser de la place à d'autres styles, pour confirmer un semblant de paix en Érythrée voulu par le pays.
Le système cinématographique est d'autant plus tourné vers le régime dictatorial qu'il ne reçoit aucun subsides provenant de l'étranger, dans l'optique de se référencer à l'auto-suffisance, prôner par le régime et la diaspora érythréenne,,.